# Endasys chiricahuanus
Endasys chiricahuanus är en stekelart som beskrevs av Luhman 1990. Endasys chiricahuanus ingår i släktet Endasys och familjen brokparasitsteklar. Inga underarter finns listade i Catalogue of Life.